# Carlo Alberto Baratta
Pour les articles homonymes, voir Baratta.
Carlo Alberto Baratta  ou encore Carlo Baratta (Gênes, 1754 - 1815) est un peintre italien à thème religieux actif dans sa ville natale et en Ligurie.

## Biographie
Il existe peu de documents concernant Carlo Alberto Baratta qui s'est dédié à la peinture à l'âge de vingt-quatre ans en tant qu'autodidacte. Sa technique était estimée par les historiens de l'art « riche d'instinct pictural » (ricca d'istinto pittorico).
Ses principales œuvres se situent surtout à Gênes ainsi que dans divers édifices religieux du Génovésat et du Tigullio comme le santuario di Nostra Signora dell'Orto près de Chiavari.
Le style de Carlo Alberto Baratta, fruit de choix strictement personnels, ne suit aucun courant particulier et semble se désintéresser du néoclassicisme en vogue à son époque.
Carlo Alberto Baratta pendant l'occupation napoléonienne de la république de Gênes, crée un musée afin de conserver les œuvres prélevées chez les ordres religieux supprimés à la fin du XIXe siècle. En 1797 il devient socio dell'Accademia Ligustica jusqu'en 1801.
Carlo Alberto Baratta meurt en 1815.

## Œuvres
- Sacco di Troia, Palazzo Rosso, Gênes,
- Tentazioni di Sant'Agnese, église Nostra Signora del Carmine e Sant'Agnese, Gênes,
- Sant'Agnese che rifiuta le nozze principesche, église Nostra Signora del Carmine e Sant'Agnese, Gênes,
- Santi Gaetano di Thiene e Sant'Antonio abate, église San Giacomo, Pontedecimo,
- Apparizione della Vergine, Santuario di Nostra Signora dell'Orto, Chiavari,
- Trasferimento della sacra immagine della Madonna dell'Orto all'altar maggiore, Santuario di Nostra Signora dell'Orto, Chiavari,
- Presentazione al tempio, Basilica di Santa Maria Assunta, Camogli,
- Educazione della Vergine, Convento dei Cappuccini,

## Sources
- (it) Cet article est partiellement ou en totalité issu de l’article de Wikipédia en italien intitulé « Carlo Alberto Baratta » (voir la liste des auteurs).